# تريفلات النحاس الثنائي
 تريفلات النحاس  مركب كيميائي له الصيغة Cu(CF3SO3)2 ، ويكون على شكل مسحوق بلوري أبيض إلى أزرق باهت . وهو ملح النحاس الثنائي لحمض التريفليك (ثلاثي فلورو ميثان حمض السلفونيك) الذي يعد من الحموض الفائقة.

## الخواص
- يعد مركب تريفلات النحاس من حموض لويس القوية.
- يمتاز تريفلات النحاس بثباته في المحاليل المائية.[3]

## التحضير
يحضر تريفلات النحاس الثنائي من تفاعل كربونات النحاس الثنائي مع حمض ثلاثي فلورو ميثان السلفونيك (حمض التريفليك).

## الاستخدامات
- يستخدم مركب تريفلات النحاس كحفاز في العديد من التفاعلات العضوية، فهو يحفز تفاعلات الحذف وتفاعلات الازدواج المؤكسدة. كما يستعمل في تحفيو تفاعلات الألكلة والأسيلة، حيث يتميو بإمكانية إعادة تدويره.[3]
- يستخدم تريفلات النحاس الثنائي كحفاز أيضاً في تفاعلات بلمرة الستايرن وأكريلات الميثيل، حيث يحدث التفاعل بآلية جذرية.[4] ووجد أن استخدام تريفلات النحاس الثنائي كحفاز غير متجانس في هذه العملية يقلل من الخطر البيئي في حال إجراء تفاعل البلمرة المحفز بشكل متجانس بواسطة الفاينيل.[5]